# Bill Sidwell
Oswald William Thomas Sidwell-detto Bill- (Goulburn, 16 aprile 1920 – Sydney, 19 agosto 2021) è stato un tennista australiano.

## Carriera
Tennista forte soprattutto negli incontri di doppio,  raggiunse la finale in ognuno dei 4 tornei dello Slam, riuscendo però a trionfare una volta sola agli U.S. National Championships.

## Risultati

### Doppio

#### Vittorie (1)
| Anno | Torneo                      | Superficie | Compagno      | Avversari in finale              | Punteggio     |
| 1949 | U.S. National Championships | Cemento    | John Bromwich | Frank Sedgman George Worthington | 6–4, 6–0, 6-1 |

#### Finali perse (4)
| Anno | Torneo                    | Superficie  | Compagno     | Avversari in finale          | Punteggio               |
| 1947 | Internazionali di Francia | Terra rossa | Tom Brown    | Eustace Fannin Eric Sturgess | 4–6, 6–4, 4–6, 3–6      |
| 1947 | Torneo di Wimbledon       | Erba        | Tony Mottram | Bob Falkenburg Jack Kramer   | 6–8, 3–6, 3–6           |
| 1949 | Australian Championships  | Erba        | Geoff Brown  | John Bromwich Adrian Quist   | 6–1, 5–7, 2–6, 3–6      |
| 1950 | Torneo di Wimbledon       | Erba        | Geoff Brown  | John Bromwich Adrian Quist   | 5–7, 6–3, 3–6, 6–3, 2–6 |

### Doppio misto

#### Finali perse (1)
| Anno | Torneo                   | Superficie | Compagna          | Avversari in finale            | Punteggio     |
| 1948 | Australian Championships | Erba       | Thelma Coyne Long | Nancye Wynne Bolton Colin Long | 5–7, 6–4, 6–8 |